# マントヴァ包囲戦 (1799年)
マントヴァ包囲戦 （フランス語: Siège de Mantoue ドイツ語: Belagerung von Mantua イタリア語: Assedio di Mantova）は、第二次対仏大同盟戦争中の1799年に、フランス支配下にあった北イタリアのマントヴァをオーストリア軍が4月から7月までの4か月にわたり包囲した戦い。この都市は1797年の第一次マントヴァ包囲戦でナポレオン・ボナパルトに攻略された地で、オーストリアはこの時失った北イタリアの奪回を目指していた。1799年4月、オーストリア軍はマントヴァを封鎖し、消耗戦の構えを取った。補給を断たれたフランス軍が力を失っていく一方、オーストリア軍は7月4日に増援を得て攻勢を強め、7月末にフランス軍の降伏により包囲戦は終結した。フランス軍にはポーランド軍団が参加していたが、降伏後に彼らはオーストリア軍の虐待を受け、解散させられた。

## マントヴァ要塞
1799年の時点で、ミンチョ川河畔のマントヴァ要塞は弱体化していた。要塞の司令官はフォワサック＝ラトゥール子爵フランソワ・フィリップ中将 (1750年-1804年)で、守備兵はフランス軍、ポーランド軍団（ユゼフ・ヴィエルホルスキ率いるポーランド第二軍団）、イタリア軍（アルバ共和国、チザルピーナ共和国）、その他スイス人やドイツ人からなる1万人だった。築城家でもあるフォワサック＝ラトゥールは、着任時点でこの要塞がまともな包囲戦に耐えられないことを見抜いていた。

## 包囲戦
4月、オーストリア軍がマントヴァに到達し、要塞を包囲した。彼らは要塞への補給線を断ち封鎖を敷きつつ、砲戦や唐突な強襲を仕掛けて守備兵を消耗させた。守備兵の士気は、食糧不足や給料支払いの停滞により落ちる一方だった。
6月18日、トレッビアの戦いでフランス軍を破ったオーストリア軍は、マントヴァ包囲軍を増強し、さらに厳重な包囲を構築することができるようになった。7月4日、オーストリア軍の増援が到着した。その数は、従来の8000人から4万人にまで膨れ上がった。オーストリア軍の司令官は、大砲に精通したハンガリー人将軍クライ・パールだった。要塞に絶え間なく砲弾が撃ち込まれるようになり、7月24日から25日には総攻撃を仕掛け、徐々にフランス軍を追い詰めていった。27日、フォワサック＝ラトゥールは降伏に向けた条件交渉を始めた。

## 降伏
オーストリア側はフランス軍兵士の大部分の解放に応じ、その将校を3か月間とどめ、捕虜交換が完了するまで守備兵は武器を取らないことが決められた。しかし秘密協定として、オーストリア側は「オーストリア軍からの逃亡者」の扱いをすべてオーストリア側にゆだねるよう要求し、認めさせた。これに対し、フランス軍内のポーランド軍団将校が激しく抗議した。そもそも彼らはポーランド分割で祖国を失ったためにフランス軍に投じた者たちであり、この協定によって分割参加国であるオーストリアがポーランド兵の管理権を要求してくることを恐れたのである。これを受けてオーストリア側の代表は、協定でいう逃亡者とは、直近のオーストリア軍からの亡命者や、チザルピーナ共和国軍にいる元オーストリア兵を指しているものだと釈明した。
7月30日、フランス方の諸軍がマントヴァ要塞を退去した。彼らはフランス人と非フランス人（うちポーランド人1800人）に分けられた。オーストリア兵は、自分たちの間を行進して退却していこうとする非フランス人兵に対して暴行を加える許可を与えられ、結局非フランス人兵のほとんどは帰還できぬまま拘束されてしまった。ポーランド人将校、特にオーストリア領となったポーランド地域出身の者は、オーストリア軍への参加を強制されたり、オーストリア領ポーランドへ送還されたりした。下士官や一般のポーランド人兵たちも、棒で殴られるなどの暴行を受けた末、将校たちと同じ運命をたどった。これをもって、フランス軍内のポーランド第二軍団は消滅した。後にフォワサック＝ラトゥールは、ポーランド人からは「裏切者」として非難された。フランスでもその降伏行為を追及され、ナポレオン自ら彼を将軍のリストから外し、軍服の着用を禁ずる命令を下した。